# Siechenhaus vor Dassow

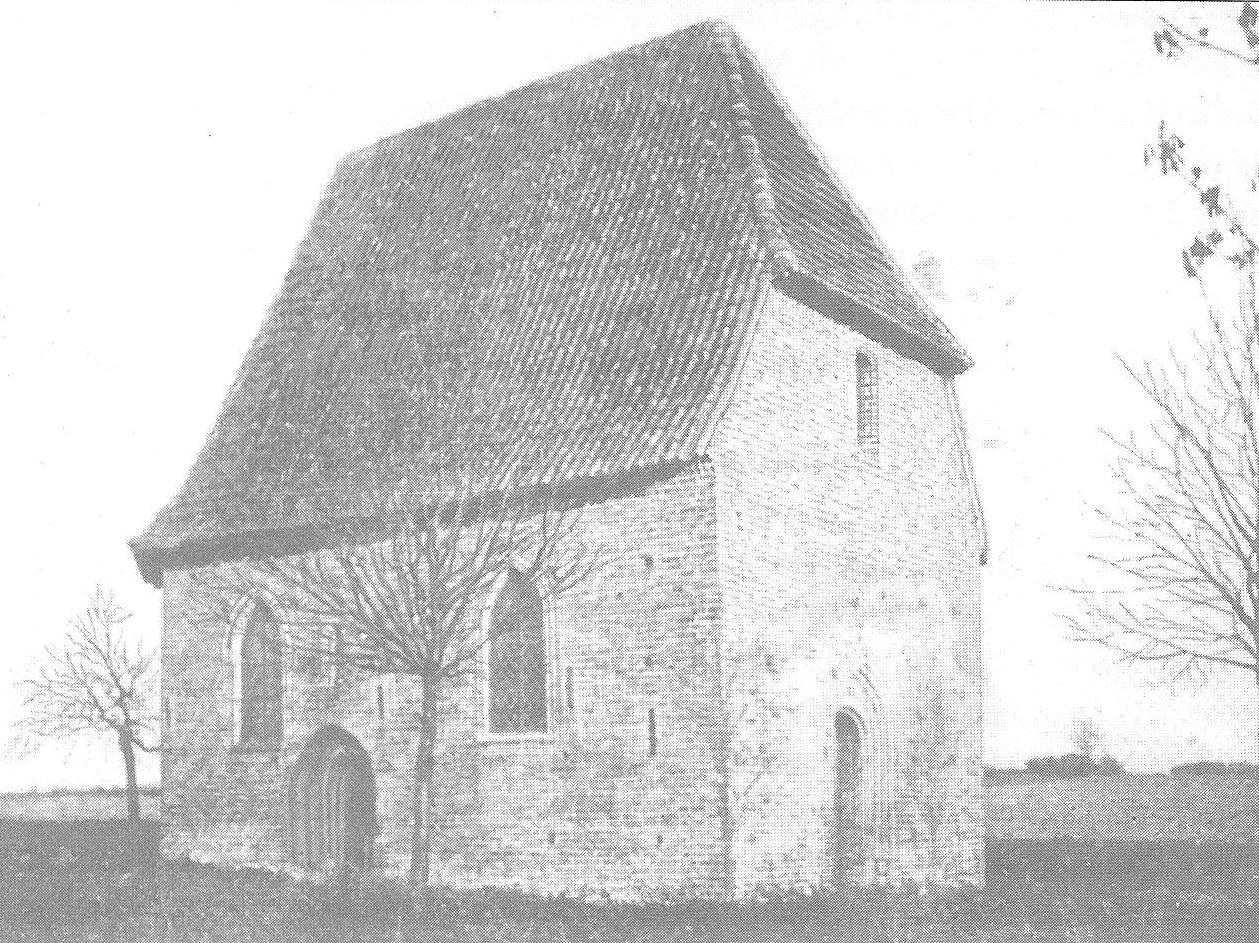
Kapelle (um 1900)

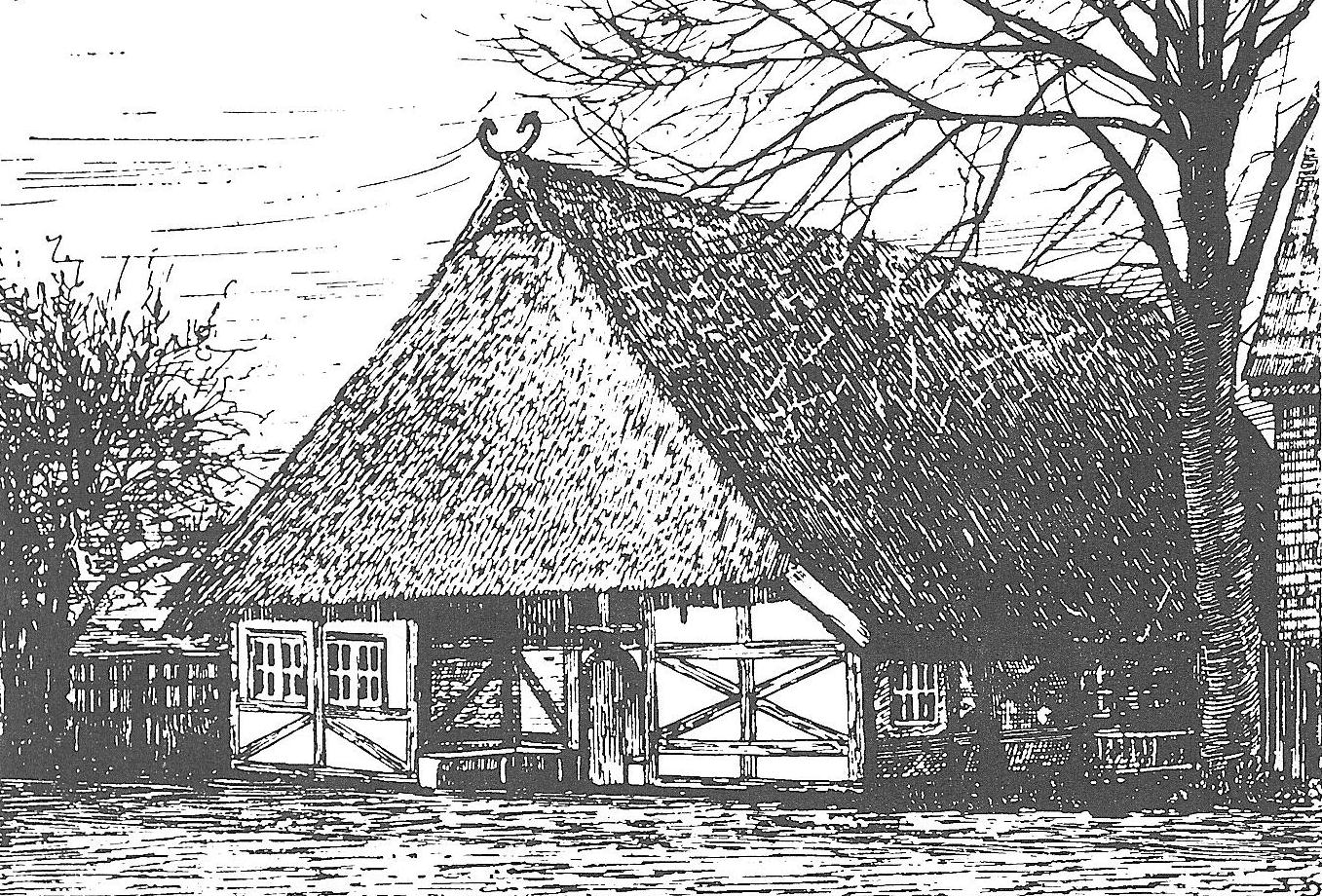
Siechenhaus

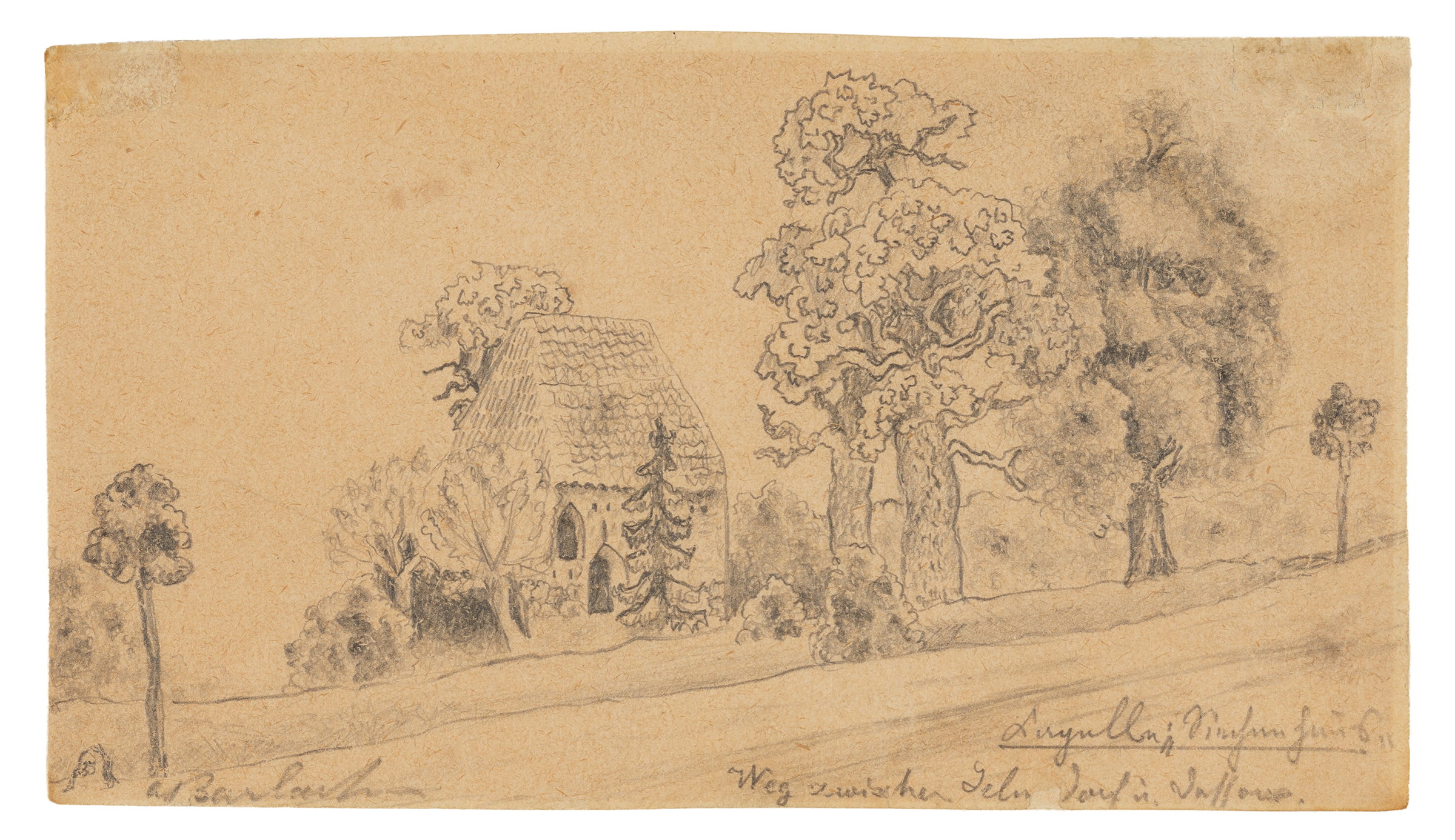
Ernst Barlach: Landstraße vor Dassow mit Siechenhauskapelle

Das Siechenhaus vor Dassow, auch Siechenhaus Schwanbeck, war ein Gebäudekomplex, bestehend aus dem eigentlichen Siechenhaus, der Kapelle und einem Schulhaus, an der Siechenhauskurve der heutigen B 105 vor Dassow. Wegen seiner Nähe zur innerdeutschen Grenze wurde es 1972/73 von DDR-Grenztruppen beseitigt.

## Lage

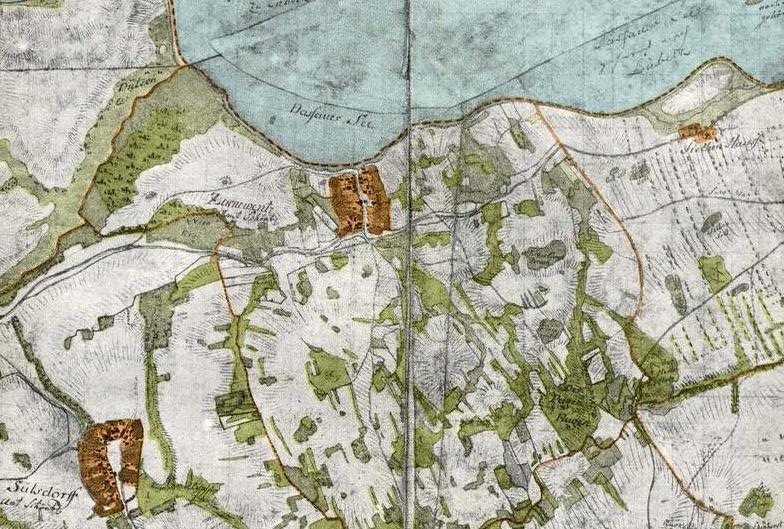
Das Siechenhaus (oben rechts, Norden ist rechts) auf einer Karte von Carl Friedrich von Wiebeking (vor 1793)

Das Siechenhaus lag an der Straße von Lübeck nach Wismar nördlich von Zarnewenz (heute Ortsteil von Selmsdorf) im Gemeindegebiet von Schwanbeck auf der linken Seite der Stepenitz und damit im Territorium des Hochstifts Ratzeburg und später des Fürstentums Ratzeburg im Teilherzogtum Mecklenburg-Strelitz. 1950 wurden Schwanbeck und das Siechenhaus nach Dassow auf der anderen Seite der Stepenitz (früher Mecklenburg-Schwerin) eingemeindet. Kirchlich war das Siechenhaus nach Selmsdorf eingepfarrt; im 19. Jahrhundert hielt der Pastor der Selmsdorfer Marienkirche dreimal im Jahr Gottesdienste in der Kapelle.

## Geschichte
Das Siechenhaus wurde vermutlich im 13. Jahrhundert von den Bischöfen von Ratzeburg ursprünglich zu Pflege von Lepra-Kranken errichtet; schon 1441 waren auch Arme dort untergebracht. 1504 stifteten zwei Lübecker Bürger eine Vikarie für die Kapelle. 1505 wird das Siechenhaus im Zusammenhang mit dem Vorfall an der Dassower Brücke erwähnt, der im Folgejahr zur Lübecker Fehde führte. Nach der Reformation bestand das Haus als Armenhaus weiter. Für die Aufnahme musste man im Fürstentum Ratzeburg geboren sein. Das Stiftungsvermögen des Siechenhauses wurde mit dem Ratzeburger Domärar verwaltet. Mit dem Siechenhaus wurde eine Schule für Kinder aus Zarnewenz und Schwanbeck verbunden, die der Siechenmeister leitete. 1835 erhielt die Schule, die bis 1917 bestand, ein massives Gebäude. Der letzte Insasse im Siechenhaus verstarb in den 1870er Jahren. Seither diente das zunehmend verfallende Gebäude dem Schulmeister als Stall. Das Siechenhaus mit seinem Schilf gedeckten Walmdach befand sich 1949 in einem schlechten Zustand und der endgültige Verfall war nicht aufzuhalten.

## Siechenhaus
Das eigentliche Siechenhaus lag auf der dem Dassower See zugewandten Seite der Landstraße. Es war dadurch mehrfach in seiner Geschichte von Überflutungen durch Hochwasser betroffen.
Der Bau war ein niederdeutsches reetgedecktes Zweiständer-Hallenhaus aus der Zeit um 1600. Nach der Flut am 10. Februar 1625, die nur das Dach und die Hauptständer übriggelassen hatte, wurde es neu aufgebaut. Auf einer Grundfläche von 10,6 m Breite und 19,65 m Länge vereinte es neben einer großen Diele als Tagesraum die Kammern für die Insassen mit der Wohnung des Siechenmeisters unter einem Dach. Die Wohnstuben waren recht niedrig und bis auf die erst, links neben dem Eingang, alle von gleicher Größe. Eine Wand trennte den größeren, für die Kranken bestimmten Teil des Hauses, für einen weiteren dahinter gelegenen Raum des Siechenmeisters. Auf der Dielenseite bezeichnete eine Steinpackung auf dem Boden und eine halbsteinige Vormauerung mit halbkreisförmigem Abschluss an der Wand die Stelle, wo ehemals der Herd gestanden hat. Die Vormauerung war der Rest der alten Herdwand, die oben in einem Rauchfang mit sogenannten Schwibbogen endete.
Hochwassermarken an einem Eckständer erinnerten an eine Flut von 1694 und an das Ostseesturmhochwasser 1872, bei dem die Fluthöhe 1,21 m über dem Fußboden des Hauses betrug.

## Kapelle

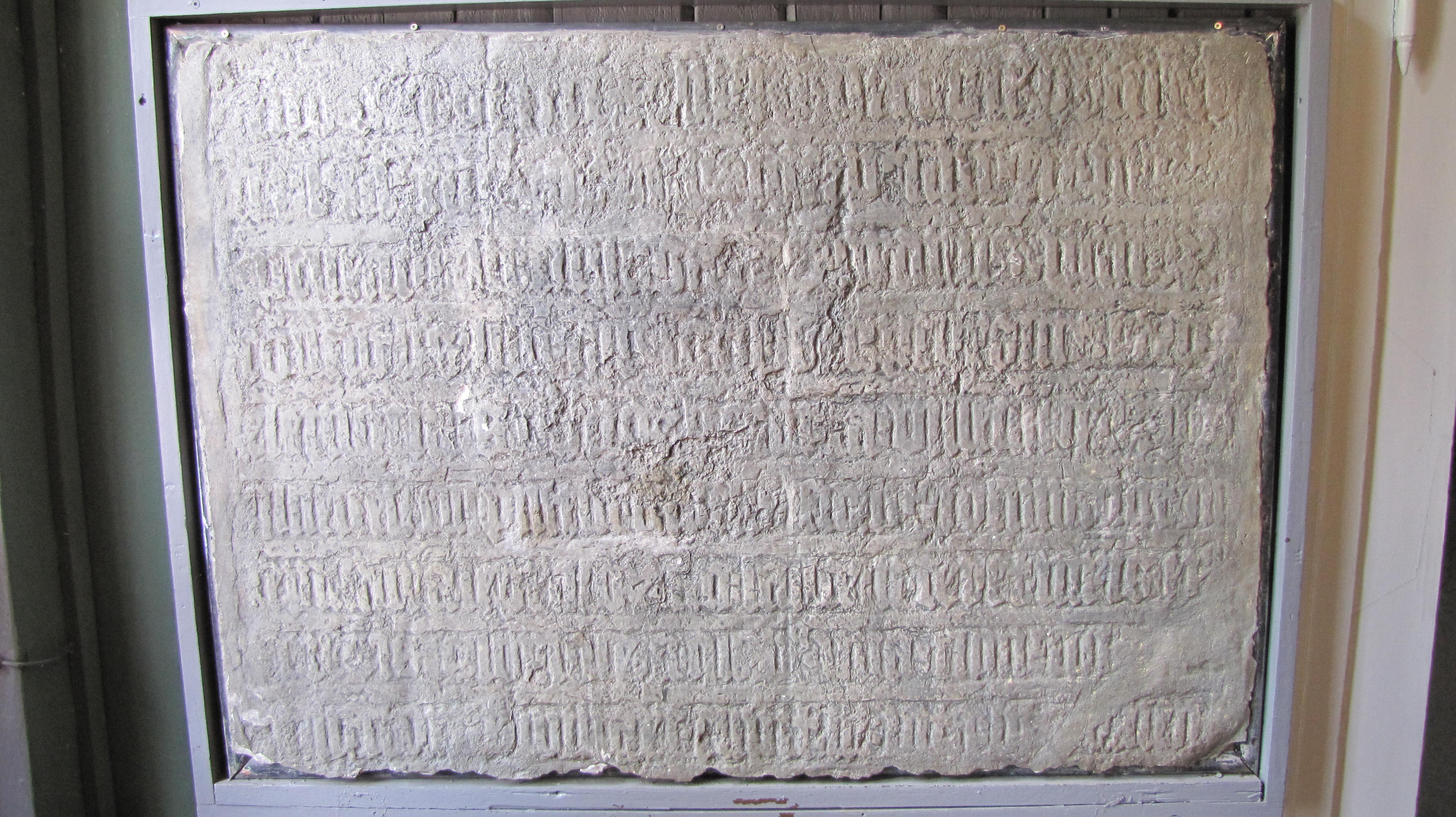
Inschrifttafel der Kapelle (Gipsabguss, Volkskundemuseum in Schönberg)

Die Kapelle lag dem Siechenhaus gegenüber auf der landeinwärts gelegenen Straßenseite. Sie wurde um die Wende vom 15. zum 16. Jahrhundert erbaut und durch den Ratzeburger Bischof Johannes von Parkentin geweiht. Ihr Patrozinium war der Heilige Georg (Jürgen). Die Kapelle, ein turmloser Bau aus rötlich-gelbem Backstein über einem Feldsteinsockel, stand der Kapelle des Siechenhauses von Klein Grönau baugeschichtlich nahe. Sie hatte einen rechteckigen Innenraum von 4,40 Meter Breite und 6,90 m Länge mit zwei geplanten Gewölbejochen und einem 3/8-Chorschluss. Es gab Gewölbeansätze, jedoch war die Wölbung nicht vollendet worden, und die Kapelle hatte eine flache Holzdecke. Eine Wendeltreppe, die eigentlich über das Gewölbe führen sollte, endete frei im Raum unter der Holzbalkendecke. Es gab drei Portale, von denen das südliche schon lange vermauert war. Das im Westen als Krüppelwalm ausgeführte Dach war mit Hohlziegeln (Mönch und Nonne) gedeckt.

### Ausstattung

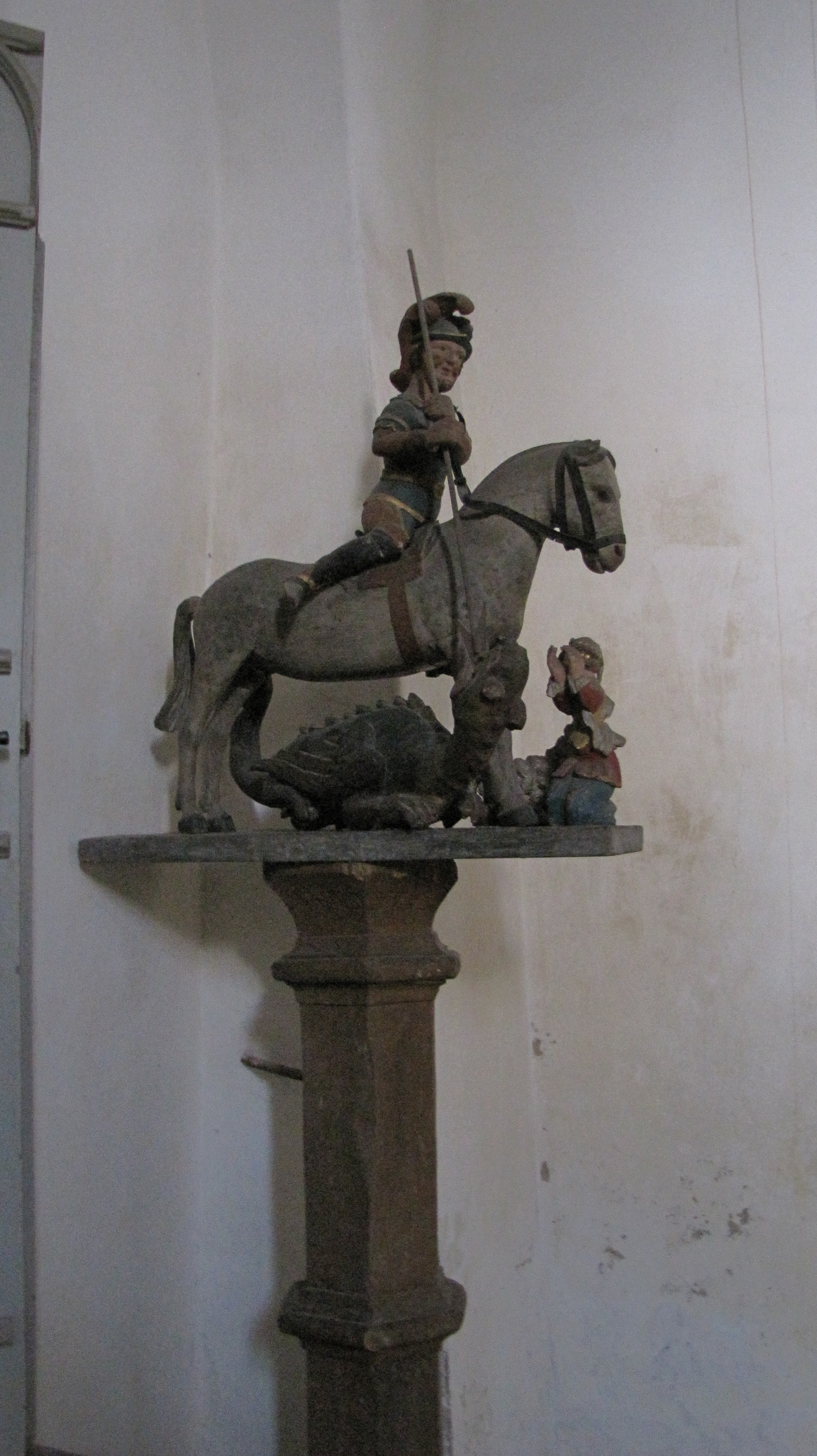
St.-Jürgen-Gruppe, heute in Dassow

Auf der gemauerten Altarmensa befand sich ein Aufsatz in Renaissance-Formen mit einer Darstellung des Abendmahls und einem gemalten Kruzifix, der 1663 aus der Kirche von Schönberg hierher kam.
Die Kanzel stammte aus der Dorfkirche Herrnburg, wo sie nach 1593 von dem Stiftssuperintendenten Nicolaus Peträus und seiner Frau gestiftet worden war, und kam 1676 in die Kapelle. Sie erhielt 1818 einen neuen Fuß.
Zu den für die Kapelle geschaffenen Kunstwerken gehört eine kleine St.-Jürgen-Gruppe (St. Georg zu Pferd, Drache und Prinzessin), die vermutlich im 17. oder 18. Jahrhundert angefertigt wurde und wohl eine ältere Skulptur ersetzte. Die dazugehörige Säule ist jedenfalls mittelalterlich und stammt aus dem 15. Jahrhundert.
Von einem gotischen Schnitzaltar blieb lediglich eine Darstellung der Geburt Christi erhalten (um 1425), die sogenannte Schwanbecker Madonna.
Als Abendmahlsgerät besaß die Kapelle einen zinnernen Kelch mit zugehöriger Patene von 1640.

## Abbruch

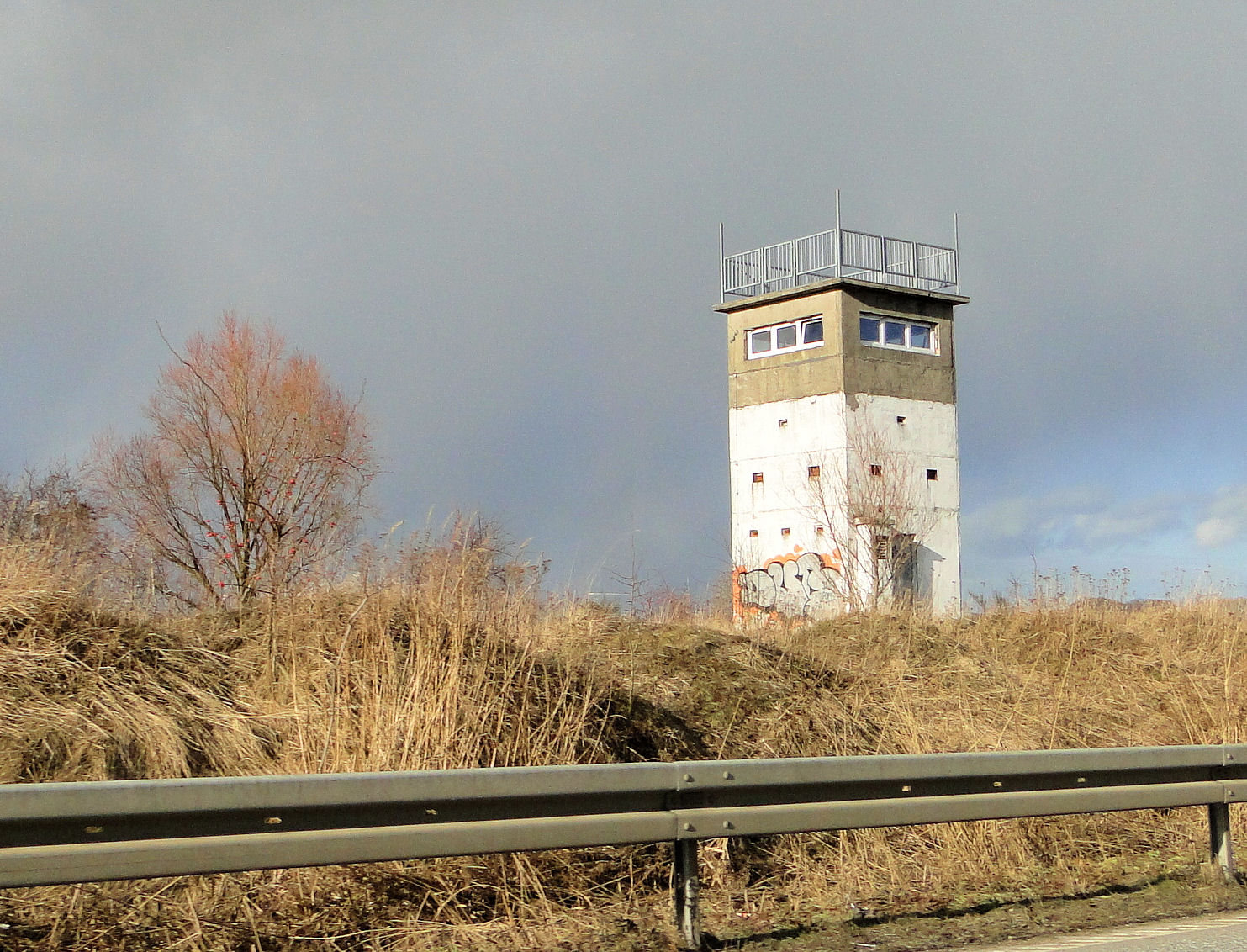
Führungsstelle der Grenztruppen in unmittelbarer Nähe des Siechenhaus-Geländes

Noch in den 1960er Jahren war die Kapelle instand gesetzt worden, obwohl sie kaum genutzt wurde und durch die Lage im Grenzsperrbezirk kaum zugänglich war. 1971 wurden die beweglichen Ausstattungsstücke ausgelagert. Mit dem Transitabkommen vom Dezember 1971 wurde die damalige Fernverkehrsstraße 105 zur Transitstrecke von der Bundesrepublik zu den Ostseefähren in Warnemünde und Sassnitz nach Skandinavien. Gleichzeitig war die Grenzziehung im Bereich der Hochwasserzone von Pötenitzer Wiek und Dassower See immer noch nicht endgültig geklärt. Beide Faktoren führten zum Ende des Siechenhaus-Komplexes. Im Frühjahr 1972 wurden zunächst das bereits sehr verfallene Siechenhaus und das ehemalige Schulhaus auf der Wasserseite abgetragen. Es folgte die Forderung des Stellvertreters für Inneres des Kreises Grevesmühlen, auch die Kapelle abreißen zu lassen, da sie einerseits „Anziehungspunkt für Personen sein kann, die sich unter Missachtung der Grenzordnung dort aufhalten können“ und andererseits „der bauliche Zustand der Kapelle bei den Transitreisenden nicht gerade den besten Eindruck“ mache. Das Institut für Denkmalpflege inspizierte die Kapelle im Mai 1972 und stellte fest, das Gebäude sei nicht baufällig und als Baudenkmal anzusehen und zu erhalten. Auch der Leiter des Schönberger Heimatmuseums und Kreisvertrauensmann für Baudenkmalpflege Friedrich Lachs setzte sich für die Kapelle ein, die „ein einzigartiges Beispiel für Kranken- und Armenpflege“ im Bereich des Kreises sei. Daraufhin kam es zwischen Mai und Juli 1972 zu systematischen Zerstörungen an Fenstern, Dach und Ausstattung der Kapelle und zu Vandalismus auf dem Friedhof. Da die Kapelle im besonders geschützten 500-Meter-Streifen der Grenze lag, konnte dies nur mit Wissen der Grenzorgane geschehen sein. Heute wird vermutet, dass bestellte Randalierer am Werk waren, die den Abbruch der Kapelle unumgänglich erscheinen lassen sollten. Am 24. November 1972 kündigte dann auch der Rat des Kreises den Abbruch der Kapelle an und gab der Kirchengemeinde Dassow bis zum 2. Dezember Zeit, weitere Ausstattungsstücke zu retten. Trotz des entschiedenen Einspruchs der staatlichen Denkmalpflege wurde die Kapelle am 10. Januar 1973 vermutlich durch Einheiten der Grenztruppen gesprengt. Es gelang nicht einmal mehr, die für Restaurierungsarbeiten, etwa am Doberaner Münster, dringend benötigten Klosterformatsteine und Dachziegel zu bergen. Der Bauschutt wurde an einer bis heute unbekannten Stelle verkippt.

## Nachleben

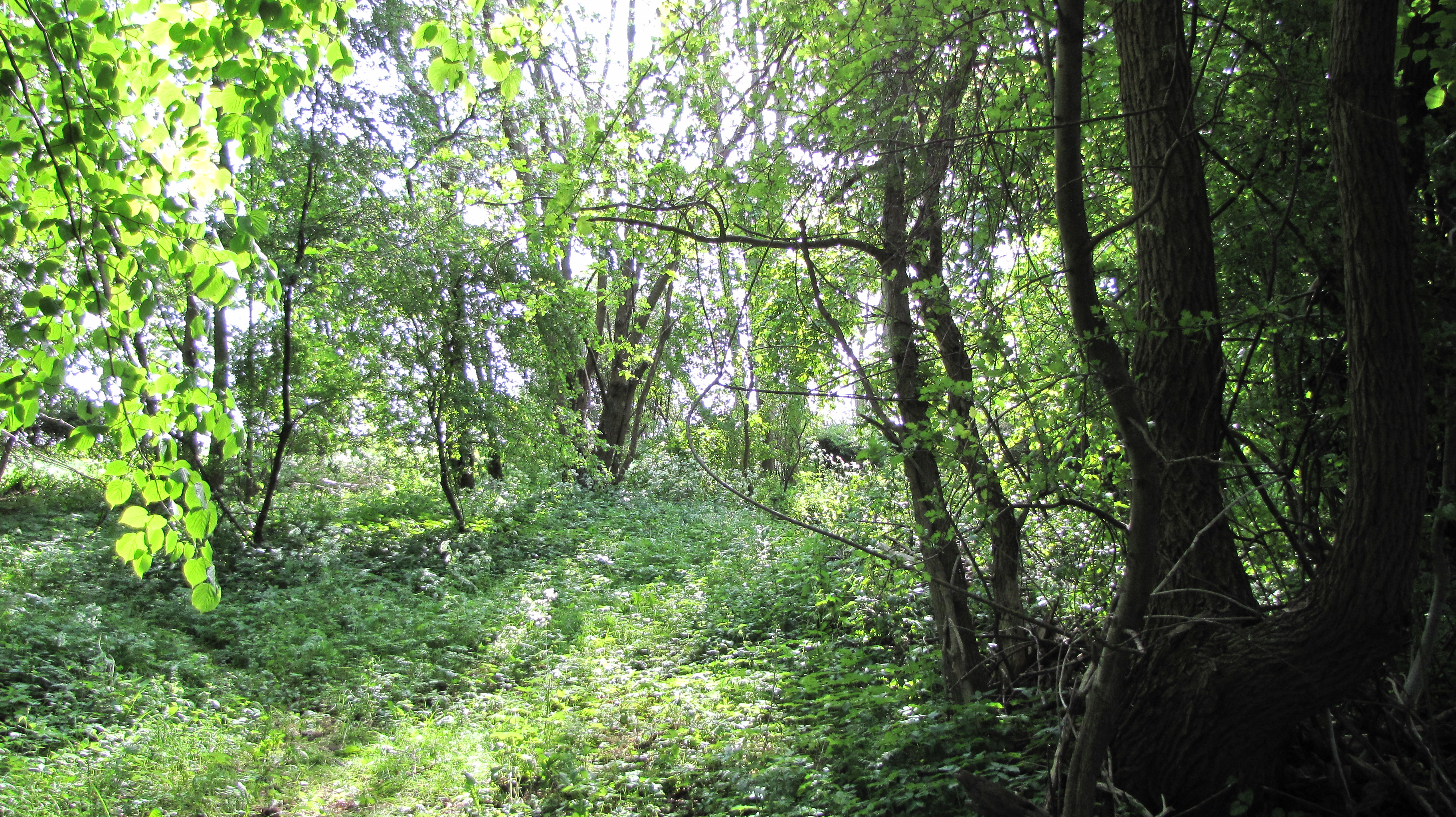
Ehemaliger Ort der Kapelle (Mai 2011)

Von den geretteten Ausstattungsstücke befinden sich heute die meisten in der Nikolaikirche in Dassow. Dazu zählen die Schwanbecker Madonna (im südlichen Seitenschiff), der Grundstein der Kapelle (an der Südwand), die St.-Jürgen-Gruppe und der Grabstein der Schwiegereltern von Fritz Reuter, die Hauseltern im Siechenhaus waren (in der Turmhalle), sowie Kelch und Patene (im ehemaligen Tabernakel hinter dem Altar). Der Altaraufsatz kam nach Schönberg zurück. Das 1958 bei der Kapelle gefundene Sühnestein-Fragment wurde auf der Diele des Pfarrhauses von Dassow eingemauert. Ein Gipsabguss der Inschrifttafel befindet sich im Volkskundemuseum in Schönberg.
Die Siechenhauskurve entwickelte sich mit bis zur Eröffnung der A 20 stetig steigendem Verkehrsaufkommen zu einem Unfallschwerpunkt. Die Unfallhäufigkeit wird von Ortsansässigen, die den unrechtmäßigen Abbruch der Kapelle nicht vergessen haben, bis heute damit in Verbindung gebracht.

### Barlach
Der zu diesem Zeitpunkt achtzehnjährige Ernst Barlach schuf um 1888 eine Bleistiftzeichnung Landstraße vor Dassow mit Siechenhauskapelle (8 × 14,3 cm). Sie befindet sich heute in der Sammlung des Ernst-Barlach-Hauses in Hamburg.

## Friedhof

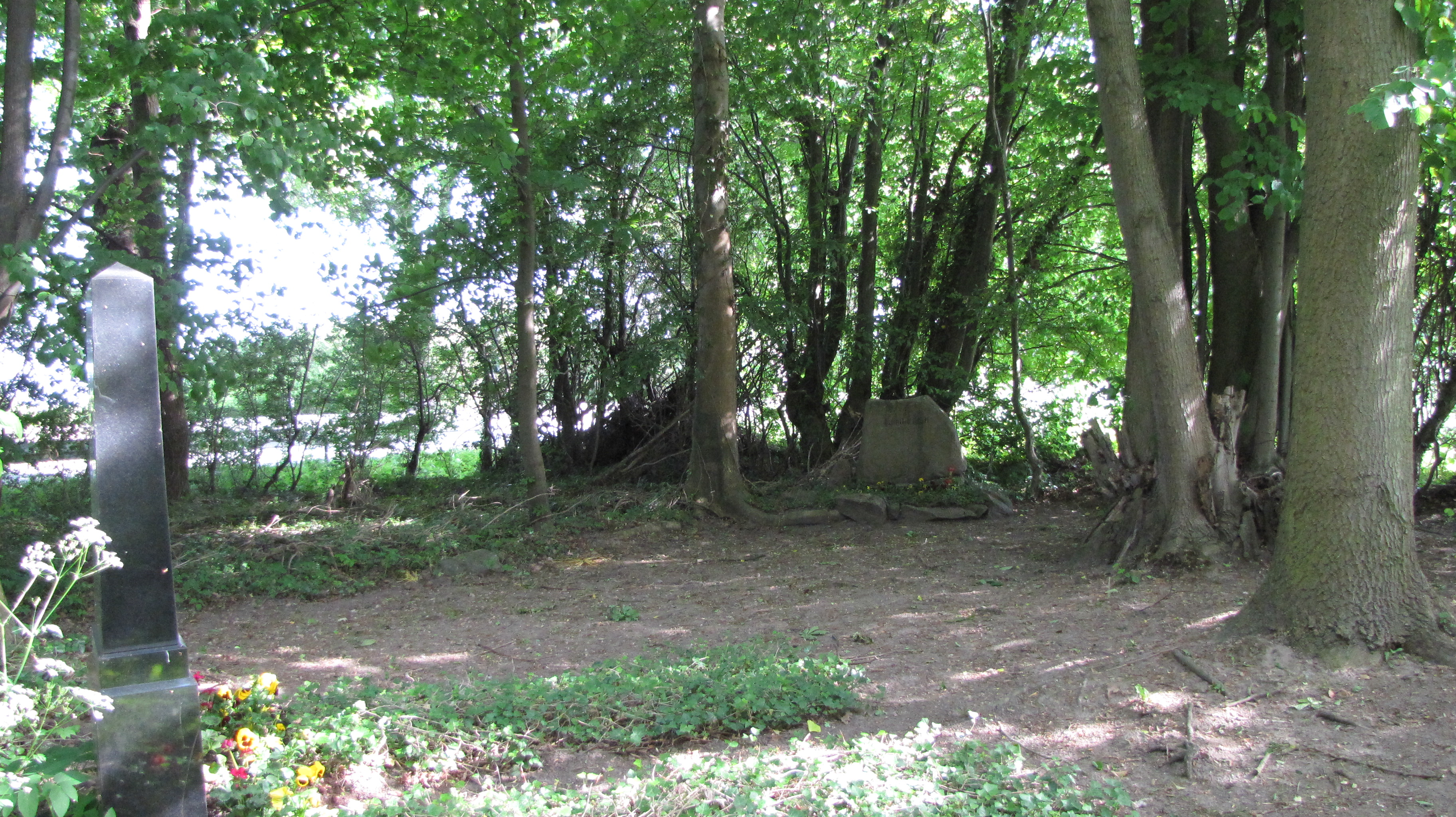
Friedhof, Blick zur B 105 (Mai 2011)

Während vom Siechenhaus nichts erhalten blieb und das Gelände lange überwuchert ist, sind einzelne Gräber auf dem kleinen Friedhof, einst direkt neben der Kapelle, bis heute gepflegt.